# Будинок земської школи (Китайгородка)
Будинок земської школи (Китайгородка) - навчально-виховний заклад, заснований земством на початку ХХ століття в селі Китайгородка Нікопольського району Дніпропетровської області.   

## Історія
В кінці ХІХ - на початку ХХ століття земства — виборні органи місцевого самоврядування — взялися за початкову освіту селянських дітей. Будівлі зводилися на совість, із червоної цегли, зі світлими класами, із задумом не тимчасовості, а тривалості.
У 1912 році завершено будівництво школи за кошти земства. Це була дворічна церковно-приходська школа, де вивчали читання, писання, арифметику та Закон Божий. Перший випуск відбувся в 1914 році. У 1936 році тут була семирічка, у 1984 році - середня школа, у 2021 - ліцей, від 2023 року - Китайгородська гімназія Томакiвської селищної ради. Сучасна адреса: вулиця Центральна, будинок 23 в селі Китайгородка Нікопольського району Дніпропетровської області. Спроможність будівлі - 95 учнів. 

## Архітектура будівлі школи
Будівля земської школи — типовий зразок освітньої архітектури Катеринославської губернії початку ХХ століття, споруджена у стилі цегляного модерну. Прямокутна в плані, одноповерхова споруда з червоної (неоштукатуреної) цегли має раціонально організовану симетричну композицію, характерну для земських шкіл того періоду. У будівлі масивні стіни, глибокий дах. Вхід акцентовано скромним виступом, а головний фасад прикрашає ритміка високих прямокутних вікон із цегляним обрамленням. Декоративні елементи — це зубчастий карниз, аркатурний фриз і геометричне цегляне різьблення, що пом’якшують сувору простоту конструкції. Дах двосхилий, покритий шифером.
Загальна кількість приміщень — 19, серед яких — класні кімнати, вестибюль, учительська та підсобні приміщення. Високі стелі забезпечують добру вентиляцію, а вікна — природне освітлення, що відповідало освітнім нормам доби.  
Будівля не була істотно перебудована, тож збереглася в автентичному вигляді, включаючи початкове внутрішнє планування та оздоблення фасадів.  

## Див також
- Земська школа
- Будинок земської школи (Олексіївка)
- Будинок земської школи (Новопавлівка)